# Canton d'Aix-les-Bains-1
Le canton d'Aix-les-Bains-1 est une circonscription électorale française du département de la Savoie.

## Histoire
Un nouveau découpage territorial du département de la Savoie entre en vigueur à l'occasion des premières élections départementales de mars 2015 suivant le décret du 27 février 2014.
Les conseillers départementaux sont, à compter de ces élections, élus au scrutin majoritaire binominal mixte. Les électeurs de chaque canton élisent au Conseil départemental, nouvelle appellation du Conseil général, deux membres de sexe différent, qui se présentent en binôme de candidats. Les conseillers départementaux sont élus pour 6 ans au scrutin binominal majoritaire à deux tours, l'accès au second tour nécessitant 12,5 % des inscrits au 1er tour. En outre la totalité des conseillers départementaux est renouvelée. Ce nouveau mode de scrutin nécessite un redécoupage des cantons dont le nombre est divisé par deux avec arrondi à l'unité impaire supérieure si ce nombre n'est pas entier impair, assorti de conditions de seuils minimaux. En Savoie, le nombre de cantons passe ainsi de 37 à 19.
À sa création, le canton d'Aix-les-Bains-1 est formé de communes des anciens cantons d'Albens (8 communes) et d'Aix-les-Bains-Nord-Grésy (7 communes) et d'une fraction de la commune d'Aix-les-Bains. Il est entièrement inclus dans l'arrondissement de Chambéry. Le bureau centralisateur est situé à Aix-les-Bains.

## Représentation
| Période élective | Période élective | Mandat | Mandat   | Identité         | Nuance | Nuance | Qualité |
| ---------------- | ---------------- | ------ | -------- | ---------------- | ------ | ------ | --- |
| 2015             | 2021             | 2015   | 2021     | Claude Giroud    |        | LR     | Notaire Maire délégué d'Albens (1977-2015) Ancien conseiller général du canton d'Albens (1976-2015) Conseiller départemental délégué aux Représentations institutionnelles |
| 2015             | 2021             | 2015   | 2021     | Nathalie Schmitt |        | DVD    | Gérante/Consultante |
| 2021             | 2028             | 2021   | en cours | Florian Maitre   |        | DVD    | Maire de Grésy-sur-Aix |
| 2021             | 2028             | 2021   | en cours | Nathalie Schmitt |        | DVD    | Conseillère sortante, 10ème Vice-Présidente |

### Résultats détaillés

#### Élections de mars 2015
À l'issue du 1er tour des élections départementales de 2015, deux binômes sont en ballottage : Claude Giroud et Nathalie Schmitt (UMP/DVD, 31,03 %) et Véronique Drapeau et Morgan Jeannot (FN, 26,13 %). Le taux de participation est de 50,21 % (9 905 votants sur 19 727 inscrits) contre 48,82 % au niveau départemental et 50,17 % au niveau national.
Au second tour, Claude Giroud et Nathalie Schmitt (UMP/DVD) sont élus avec 64,3 % des suffrages exprimés et un taux de participation de 48,4 % (5 372 voix pour 9 547 votants et 19 727 inscrits).

#### Élections de juin 2021
Le premier tour des élections départementales de 2021 est marqué par un très faible taux de participation (33,26 % au niveau national). Dans le canton d'Aix-les-Bains-1, ce taux de participation est de 31,97 % (6 972 votants sur 21 811 inscrits) contre 33,57 % au niveau départemental. À l'issue de ce premier tour, deux binômes sont en ballottage : Florian Maitre et Nathalie Schmitt (DVD, 49,45 %) et Jean-Claude Croze et Linda Profit (DVD, 30,95 %).
Le second tour des élections est marqué une nouvelle fois par une abstention massive équivalente au premier tour. Les taux de participation sont de 34,36 % au niveau national, 33 % dans le département et 31,89 % dans le canton d'Aix-les-Bains-1. Florian Maitre et Nathalie Schmitt (DVD) sont élus avec 59,77 % des suffrages exprimés (3 773 voix pour 6 957 votants et 21 816 inscrits),,.

### Les conseillers départementaux

#### Nathalie Schmitt
Nathalie Schmitt est une femme politique française née en 1964. 
Chef d'entreprise de profession elle est d'abord conseillère générale suppléante de Robert Clerc puis est élue conseillère départementale du canton d'Aix-les-Bains-1 en mars 2015.
Le binôme Nathalie Schmitt / Claude Giroud l'emporte au second tour avec plus de 64,3% des suffrages.
Au sein de l'Assemblée Départementale lors du mandat précédent, Nathalie Schmitt est membre de la Commission permanente, Vice-Présidente de la Troisième commission (Attractivité, animation et développement) et membre titulaire de la Commission d'appel d'offres. 
Elle est réélue en 2021 aux côtés de Florian Maitre, toujours sur le canton Aix-les-Bains-1. Elle est depuis Vice-Présidente Déléguée à la Jeunesse et aux collèges. 
Parallèlement à sa vie publique et professionnelle, Nathalie Schmitt est conseiller du commerce extérieur de la France depuis 2005 et a été pendant sept ans, conseiller consultatif de la Banque de France (2005-2012).
- Conseillère départementale au sein du conseil départemental de la Savoie, élue sur le canton d'Aix-les-Bains-1 .
- Conseillère générale suppléante de la Savoie.

#### Claude Giroud
Claude Giroud est un homme politique français né le 3 octobre 1946 à Annecy. Notaire de profession, il est maire d'Albens de 1977 à 2015.
Réélu maire de la commune en 1983, 1989, 1995, 2001, 2008 et 2014 il participe en 2016 à la création de la commune nouvelle d'Entrelacs (Savoie) dont il devient maire délégué. 
Claude Giroud est également vice-président de la communauté de communes du canton d'Albens.
Conseiller général du canton d'Albens de 1976 à 2015, il fut vice-président du conseil général de la Savoie délégué au patrimoine domanial, aux ressources humaines et à l’administration générale.
Il est depuis 2015 conseiller départemental du canton d'Aix-les-Bains-1 élu en binôme avec Nathalie Schmitt . 
Claude Giroud siège également à l'Assemblée des Pays de Savoie dont il est le vice-président depuis 2015. 
Depuis 1997, il est député suppléant de la Savoie au côté de Dominique Dord.
Claude Giroud est chevalier de la légion d'honneur depuis 2003.
- Maire d'Albens depuis 1977.
- Conseiller général de la Savoie depuis 1976.
- Vice-président de la communauté de communes depuis 2001.
- Député suppléant de la Savoie depuis 1997.
- Vice-président de l'Assemblée des Pays de Savoie de 2015 à 2021.

Florian Maitre
Florian Maitre est originaire de Savoie, maire de Grésy-sur-Aix depuis les élections de 2020. 
Il devient Conseiller Départemental du canton Aix-les-Bains 1 lors des dernières élections de 2021 en qualité de Délégué aux mobilités du quotidien, également au sein de la Communauté d'Agglomération Grand Lac et de l'association GART (association des collectivités au service de la mobilité) pour la promotion des mobilités digitales. 

## Composition

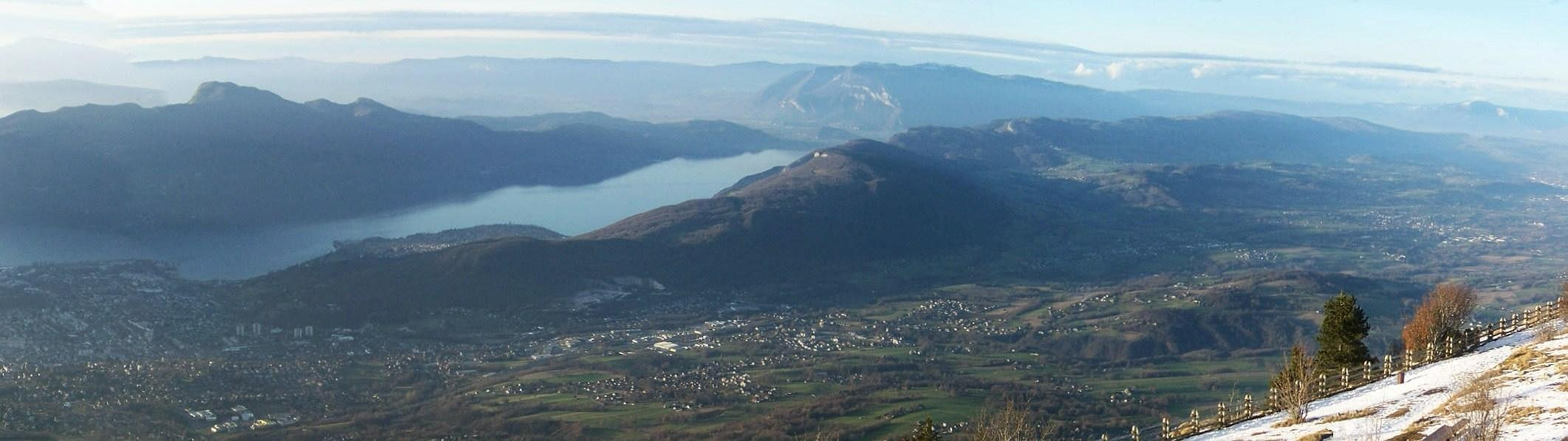
Situation du canton vu depuis le Revard, avec Aix-les-Bains à gauche, le lac du Bourget et le pays de l'Albanais à droite.

Lors de sa création, le canton d'Aix-les-Bains-1 comprenait quinze communes entières et une fraction de la commune d'Aix-les-Bains.
À la suite de la création des communes nouvelles de Saint-Offenge au 1er janvier 2015, par regroupement entre Saint-Offenge-Dessous et Saint-Offenge-Dessus, et d'Entrelacs au 1er janvier 2016, par regroupement entre Albens, Cessens, Épersy, Mognard, Saint-Germain-la-Chambotte et Saint-Girod, le canton est désormais composé de :
1. neuf communes entières,
2. la partie de la commune d'Aix-les-Bains située à l'ouest d'une ligne définie par l'axe des voies et limites suivantes : depuis la limite territoriale de la commune de Tresserve, au droit de l'intersection du chemin Sous-le-Bois et de la montée de la Reine-Victoria, chemin Sous-le-Bois, carrefour Lamartine, boulevard du Maréchal-de-Lattre-de-Tassigny, rue Maryse-Bastié, rue Jean-Mermoz, boulevard Pierpont-Morgan, carrefour des Hôpitaux, avenue Franklin-Roosevelt, jusqu'à la limite territoriale de la commune de Grésy-sur-Aix.

| Nom                                   | Code Insee | Intercommunalité | Superficie (km2) | Population (dernière pop. légale)               | Densité (hab./km2) | Modifier                                    |
| ------------------------------------- | ---------- | ---------------- | ---------------- | ----------------------------------------------- | ------------------ | ------------------------------------------- |
| Aix-les-Bains (bureau centralisateur) | 73008      | CA Grand Lac     | 12,62            | Fraction : 8 927 (2022) Commune : 32 175 (2022) | 2 550              | modifier les données · modifier les données |
| La Biolle                             | 73043      | CA Grand Lac     | 13,04            | 2 922 (2022)                                    | 224                | modifier les données · modifier les données |
| Brison-Saint-Innocent                 | 73059      | CA Grand Lac     | 8,75             | 2 443 (2022)                                    | 279                | modifier les données · modifier les données |
| Entrelacs                             | 73010      | CA Grand Lac     | 51,90            | 6 465 (2022)                                    | 125                | modifier les données · modifier les données |
| Grésy-sur-Aix                         | 73128      | CA Grand Lac     | 12,73            | 4 633 (2022)                                    | 364                | modifier les données · modifier les données |
| Montcel                               | 73164      | CA Grand Lac     | 15,23            | 1 090 (2022)                                    | 72                 | modifier les données · modifier les données |
| Pugny-Chatenod                        | 73208      | CA Grand Lac     | 5,36             | 1 060 (2022)                                    | 198                | modifier les données · modifier les données |
| Saint-Offenge                         | 73263      | CA Grand Lac     | 15,63            | 1 163 (2022)                                    | 74                 | modifier les données · modifier les données |
| Saint-Ours                            | 73265      | CA Grand Lac     | 4,59             | 760 (2022)                                      | 166                | modifier les données · modifier les données |
| Trévignin                             | 73301      | CA Grand Lac     | 6,89             | 861 (2022)                                      | 125                | modifier les données · modifier les données |
| Canton d'Aix-les-Bains-1              | 7301       |                  |                  | 30 324 (2022)                                   |                    | modifier les données                        |

## Démographie
En 2022, le canton comptait 30 324 habitants, en évolution de +9,81 % par rapport à 2016 (Savoie : +3,63 %, France hors Mayotte : +2,11 %).
| 2013   | 2018   | 2022   |
| ------ | ------ | ------ |
| 26 740 | 28 219 | 30 324 |